# Gressan
Gressan (arpità Grèssan) és un municipi italià, situat a la regió de Vall d'Aosta. L'any 2007 tenia 3.135 habitants. Limita amb els municipis d'Aosta, Aymavilles, Charvensod, Cogne, Jovençan i Sarre.

## Administració

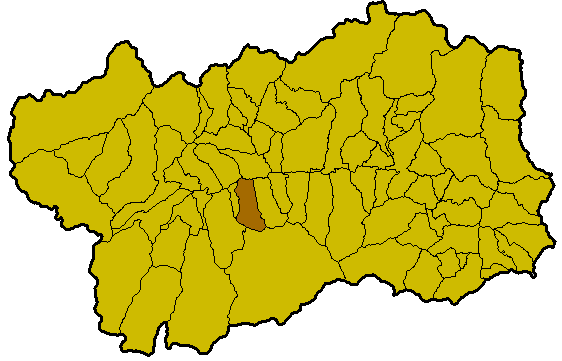
Situació de Gressan a la Vall

| Període | Identitat      | Partit        |
| ------- | -------------- | ------------- |
| 2005-   | Mirco Imperial | Llista Cívica |